# Marek Cygan
Marek Adam Cygan (ur. 10 lipca 1984 w Bydgoszczy) – polski informatyk, doktor habilitowany nauk matematycznych. Specjalizuje się w algorytmach. Profesor uczelni Instytutu Informatyki Wydziału Matematyki, Informatyki i Mechaniki Uniwersytetu Warszawskiego. Trzykrotny mistrz Polski (2005, 2006, 2007) oraz mistrz świata (2007) w programowaniu zespołowym.

## Życiorys
W okresie szkolnym stypendysta Krajowego Funduszu na rzecz Dzieci. Studia na Uniwersytecie Warszawskim ukończył w 2008. Jego praca dyplomowa, napisana wspólnie z Marcinem Pilipczukiem, otrzymała pierwszą nagrodę w konkursie Polskiego Towarzystwa Informatycznego. Stopień doktorski uzyskał w 2012 na podstawie pracy pt. Technika „tnij i zliczaj" w grafowych problemach spójności parametryzowanych szerokością drzewiastą, przygotowanej pod kierunkiem Łukasza Kowalika. Staże naukowe odbył w amerykańskim University of Maryland, College Park oraz na uniwersytecie w szwajcarskim Lugano. Habilitował się w 2018 na podstawie cyklu publikacji pt. Algorytmy dla hiperskojarzeń.
Współautor książki Parameterized algorithms (współautorzy: Łukasz Kowalik, Marcin Pilipczuk, Fiodor W. Fomin, Daniel Loksztanow, Dániel Marx, Michał Pilipczuk, Saket Saurabh, wyd. Springer 2015). Swoje prace publikował w takich czasopismach jak m.in. „ACM Transactions on Algorithms”, „Discrete Applied Mathematics”, „Algorithmica”, „SIAM Journal on Computing” oraz „Theory of Computing Systems”.

## Nagrody i osiągnięcia
W 2005 zwyciężył w Google Code Jam. W zespołach 3-osobowych (z Marcinem Pilipczukiem, Filipem Wolskim i Piotrem Stańczykiem) trzykrotnie zwyciężał (2005, 2006, 2007) w Akademickich Mistrzostwach Polski w Programowaniu Zespołowym oraz zdobył złoty medal na Akademickich Mistrzostwach Świata w Programowaniu Zespołowym w 2007 roku. Laureat Nagrody im. Witolda Lipskiego (2012, wraz z Marcinem Pilipczukiem).
W październiku 2015 otrzymał prestiżowy Starting Grant Europejskiej Rady ds. Badań Naukowych (ERC) na projekt dotyczący algorytmów.